# Свердловский (Оренбургская область)
Свердловский — посёлок в Красногвардейском районе Оренбургской области. Административный центр Свердловского сельсовета.

## История
В 1966 году указом Президиума Верховного Совета РСФСР посёлок центральной усадьбы совхоза имени Свердлова переименован в Свердловский.

## Население
| 2010 |
| ---- |
| 438  |

## Улицы
| - ул. Лавкова, - ул. Набережная, - пер. Орский, - пер. Парковый, | - ул. Речная, - ул. Свердлова, - ул. Школьная. |